# 大久保利建
大久保 利建（おおくぼ としたつ）は、江戸時代後期の薩摩藩鹿児島城下士。大久保家7代当主。大久保利通の伯父。

## 来歴
鹿児島城下高麗町（現在の鹿児島県鹿児島市高麗町）で生まれる。文政4年（1821年）4月20日、大島代官附役として、奄美大島の伊津部湊に着く。同年7月25日、病となり、同年8月4日、在職中、奄美大島で死去。祖父や父同様に鹿児島城下に戻ることはなかった。
実子は一女のみのため、末弟の大久保利世が養子となって家督を相続した。次弟の治良介は利建より早く死去している。なお、後任の付役がその年に赴任したが、まもなく死去し、再度後任が派遣される事態となっている。

## 備考
- 「大久保利通伝 上」では利建の死亡地を沖永良部島としているが、当時、大島代官の任地は奄美大島であり、「奄美資料集成」では大島代官附役として「大久保勘兵衛」があり、沖永良部島死亡は誤り。
- 「大久保利通伝 上」によると利建の妻は、義弟利世が琉球館附役を務めていたとき、幼少の利通と加治屋町の家で暮らしたらしい。当時、琉球館附役は館内の宅地で暮らすことになっていたが、利通に郷中教育を受けさせるために加治屋町に住まわせたという。